# 萩鵜アキ
萩鵜 アキ（はぎう あき）は、日本のライトノベル作家である。

## 概要
北海道栗山町出身・在住。高校生の時に、『涼宮ハルヒの憂鬱』『ロードス島戦記』『フルメタル・パニック!』などを読んだことからライトノベルに出会った。
21歳の夏にSSを執筆したことから執筆活動を始め、以後も一太郎とATOKを使って執筆活動を続けている。作品はRPGを始めとしたゲーム作品から着想を得ている。
小説投稿サイト「小説家になろう」で連載していた作品『冒険家になろう! 〜スキルボードでダンジョン攻略〜』では第6回ネット小説大賞を受賞し、商業デビューを果たした。
2019年5月1日に活動を開始した北海道作家会の代表も務めている。
尊敬する作家として森博嗣と舞城王太郎の名前を挙げている。

## 作品一覧
- 『冒険家になろう! 〜スキルボードでダンジョン攻略〜』（イラスト: TEDDY、Mノベルス〈双葉社〉）[5]
- 『劣等人の魔剣使い スキルボードを駆使して最強に至る』（イラスト: かやはら、Kラノベブックス〈講談社〉）[6]
- 『生き返った冒険者のクエスト攻略生活 自分だけもらえるスキルポイントで他の誰より強くなる』（イラスト: ひづきみや、ドラゴンノベルス〈KADOKAWA〉）[7]
- 『底辺ハンターが【リターン】スキルで現代最強〜前世の知識と死に戻りを駆使して、人類最速レベルアップ〜』（イラスト: gunkan、サーガフォレスト〈一二三書房〉）[8]